# James Sheafe
James Sheafe, född 16 november 1755 i Portsmouth, New Hampshire, död 5 december 1829 i Portsmouth, New Hampshire, var en amerikansk politiker (federalist). Han representerade delstaten New Hampshire i båda kamrarna av USA:s kongress, först i representanthuset 1799-1801 och sedan i senaten 1801-1802.
Sheafe utexaminerades 1774 från Harvard. Han var sedan verksam som köpman i New Hampshire.
Sheafe blev invald i representanthuset i kongressvalet 1798. Han efterträdde 1801 John Langdon som senator för New Hampshire. Han avgick 1802 och efterträddes av William Plumer.
Sheafe kandiderade utan framgång i guvernörsvalet i New Hampshire 1816. Han avled 1829 och gravsattes på Saint Johns Church Cemetery i Portsmouth.